# Jequitibá (Minas Gerais)
Jequitibá é um município brasileiro do estado de Minas Gerais. Sua população recenseada em 2022 era de 5 883 habitantes.

## História
Jequitibá, na época Santíssimo Sacramento da Barra do Jequitibá, foi uma freguesia do município de Santa Luzia, sendo criado em 2 de maio de 1856, e um antigo distrito do município de Sete Lagoas criado em 1891. Em 27 de dezembro de 1948 é elevado à categoria de município com a denominação de Jequitibá, sendo instalado em 1 de janeiro de 1949.

## Turismo
O município integra o circuito turístico das Grutas.